# Лагум (роман)
Лагум је грађански, историјски и друштвени роман српске књижевнице и академика Светлане Велмар Јанковић. Радња романа прати живот београдске грађанске породице Павловић уочи и током Другог светског рата, као и периоду након ослобођења, када породица бива прогоњена од нових комунистичких власти.

## Историјат
Светлана Велмар Јанковић је роман писана пуних 20 година и написала чак три потпуне и различите верзије, које је потом уништила.
Прво издање романа се појавило 1990. године у издању Београдског графичко-издавачког завода (БИГЗ), у 2500 примерака.
Роман је преведен на енглески, француски, шпански, немачки, македонски, бугарски, италијански, словеначки и руски jезик, док је на српском језику доживео 19 издања. Међу издавачима на српском језику, поред БИГЗ-а као првог издавача, појављују се Српска књижевна задруга, која је Лагум издала као 654. књигу у оквиру 99. Плавог кола. Такође, роман је 18. маја 2017. године издала и Лагуна.

## Радња
Роман прати београдске грађанске породице Павловић, која станује у Доситејевој улици бр. 17, коју је пројектовао архитекта Драгиша Брашован. Глава породице је универзитетски професор Душан Павловић, ликовни критичар, члан Управног одбора Српске књижевне задруге, сарадник Српског књижевног гласника, Летописа Матице српске и Уметничког прегледа. Породични проблеми почињу када у зиму 1942. године, Павловића позива министар просвете Владе Милана Недића, да би му понудио службу у министарству. Павловић то невољно прихвата, будући да је неистомишљеник оних који му нуде службу.
Због овог ангажмана под окупацијом, Павловића хапсе комунистичке власти у новембру 1944. године, по ослобођењу Београда, а почиње и прогон читаве породице. У овим догађајима кључну улогу имају некадашњи кућепазитељ и послуга у предратном дому Павловића, који користе комунистичку револуцију да промене свој друштвени статус.
Као лик у роману појављује се и српски сликар Сава Шумановић.

## Историјска позадина
Светлана Велмар Јанковић је у роман унела доста аутобиографског, будући да је била кћерка Владимира Велмар Јанковића, помоћника министра просвете и вера Велибора Јонића у Влади народног спаса Милана Недића. Њена породица је након рата доживела сличну судбину, што је ауторка искористила као историјску подлогу романа.

## Критике и награде
За роман Лагум, Светлана Велмар Јанковић је 1990. године добила Награду Меша Селимовић, коју додељују Вечерње новости и Удружење издавача и књижара Србије. Лагум је те године био најчитанија књига у Србији.
Француски часопис за књижевност Лир је сместио Лагум на 10. место листе 20 најбољих књига домаћих и страних аутора који су 1997. године објављени у Француској, а париски недељник Le Figaro Magazine је пренео да је: „књига моћна, очајничка и мученичка, онаква какву сваки народ створи једном у пола века.”
Предговор роману у издању Српске књижевне задруге, написао је критичар Гојко Божовић и дао позитиван преглед књижевног опуса Светлане Велмар Јанковић.

## Представа
У Атељеу 212 је 20. јуна 1995. године премијерно изведена представа Лагум, по роману Светлане Велмар Јанковић, а у режији Алисе Стојановић. Улоге су тумачили Светлана Бојковић, Петар Краљ, Феђа Стојановић, Срђан Милетић, Тихомир Станић, Нела Михаиловић, Милица Михајловић, Мирослав Жужић и други.